# گوبی سربزرگ
گوبی سربزرگ (نام علمی: Drombus globiceps) نام یک گونه از تیره گاوماهیان است.